# Pusher (film)
 For alternative betydninger, se Pusher. (Se også artikler, som begynder med Pusher)
Pusher er en dansk gangsterfilm fra 1996 af Nicolas Winding Refn. Filmen følger narkohandleren Frank, der bliver taget af politiet under en heroinhandel og kommer i stor gæld til jugoslaven Milo. Filmen følger Frank i hans desperate forsøg på at skaffe de penge, han skylder, mens presset på ham vokser. Pusher er Refns debutfilm og markerer hans kunstneriske gennembrud. Manuskriptet er skrevet af Refn i samarbejde med Jens Dahl. Hovedrollerne er spillet af Kim Bodnia, Zlatko Burić, Laura Drasbæk, Mads Mikkelsen og Slavko Labović. Skuespillerne Levino Jensen, Thomas Bo Larsen, Lars Bom og Gordon Kennedy havde mindre roller. Filmen er anset som den første dansksprogede gangsterfilm. Den blev et gennembrud for Refn og flere af de medvirkende skuespillere, herunder Mikkelsen og Burić.
Pusher var med et budget på 6-7 millioner kroner den billigste danske spillefilm i året 1996. Det var samtidigt årets tredje største publikumssucces med omkring 145.000 solgte biografbilletter i Danmark, kun overgået af Lars von Triers Breaking the Waves og Jan Troells Hamsun. Filmen er sidenhen blevet solgt til 50 lande.
I 2003 instruerede Refn den internationale mysterythriller Fear X med John Turturro i hovedrollen. Fear X floppede og forgældede Refn, der er kendt for at sætte alt på et bræt – også sin privatøkonomi. For at komme gælden til livs lavede Nicolas Winding Refn Pusher II (2004), som både blev en kritiker- og publikumssucces, og siden Pusher III (2005).

## Handling
Filmen begynder på Vesterbro i København. Narkohandleren Frank er sammen med sin makker Tonny på vej til Herstedvester for at afslutte en heroinhandel. Efter handlen besøger de den prostituerede Vic, som gemmer Franks narko i sin lejlighed. Vic ønsker desuden at have et seriøst forhold med Frank, men han foretrækker at holde det rent platonisk.
Frank bliver opsøgt af en tidligere cellekammerat fra Vestre Fængsel, en svensker ved navn Hasse, som ønsker at købe 200 gram brun rygeheroin af ham. Derefter besøger Frank sin leverandør, jugoslaven Milo, for at skaffe heroinen til handlen. Frank henter heroinen hos Milo den efterfølgende dag med løfte om, at og straks efter handlen vender tilbage til Milo med pengene. Handlen går dog galt, idet politiet slår til. Frank stikker af ned ad Gammel Kongevej må hoppe ud i Sankt Jørgens Sø for at skaffe sig af med heroinen, hvorefter politiet henter ham op af vandet og anholder ham. Under afhøringen på politistationen overbeviser narkobetjentene Frank om, at de har en underskrevet vidneerklæring fra Tonny, men Frank vil ikke fortælle noget. Efter 24 timer bliver Frank løsladt.
Frank vender tilbage til Milo for at forklare, at han har mistet heroinen og ikke har pengene. Milo tror imidlertid ikke på Franks historie og kræver, at han betaler tilbage med renter. Frank finder derefter Tonny på en bar og banker ham brutalt med et baseballbat på grund af vidneerklæringen. Milos kyniske håndlanger Radovan hjælper Frank med at forsøge at presse penge ud af narkomanen Joakim, der ifølge Frank skylder ham 50.000 kroner. Radovan prøver at tvinge Joakim til at begå et bankrøveri med et oversavet jagtgevær, som han har medbragt. Mens Radovan og Frank diskuterer, hvad der skal ske, begår Joakim dog pludseligt selvmord med det ladte jagtgevær.
Frank gør efterfølgende flere mislykkede forsøg på at skaffe penge. Vic bliver samtidigt mere insisterende, og hun og Frank begynder at opføre sig som et par. Frank tager hende med på natklubber og lover at køre hende til dyrlægen med hendes syge hund, King. Frank bliver opsøgt af Radovan og hans fætter i sin bil, hvor han tilbyder dem 100 gram hvid heroin, som han har fra en tidligere handel. Radovan smager på det, og det viser sig at være bagepulver; herefter slår de Frank adskillige gange og truer ham med en kniv. Frank begiver sig nu på en desperat jagt for at få skaffet nogle penge. Frank opsøger sin bodybuilder-ven Mike i et fitnesscenter og truer ham med sin pistol, hvorefter Frank stjæler hans penge og dope. Nogle gader væk bliver Frank samlet op af Radovan og kommer med ind i Milos baglokale, hvor han bliver tortureret. Frank formår dog at flygte hjem til Vics lejlighed, hvor han fortæller hende, at de sammen bør flygte til Spanien.
Efter en lille vellykket narkohandel på et technorave får Frank en opringning fra Milo, som lover at acceptere en symbolsk betaling mod at slå en streg over deres mellemværende. Da Frank uden omsvøb fortæller Vic, at deres planer om Spanien er aflyst, stjæler hun hans sidste penge og stikker af i en taxa, inden han kan indhente hende. Frank har nu igen ikke penge nok til at betale Milo og står bare som forstenet og stirrer tomt ud i luften.

## Medvirkende
- Kim Bodnia som Frank, en narkohandler
- Zlatko Burić som Milo, en magtfuld narkobagmand fra Jugoslavien
- Laura Drasbæk som Vic, en prostitueret
- Slavko Labović som Radovan, Milos kyniske og voldelige håndlanger
- Mads Mikkelsen som Tonny, Franks faste makker
- Vanja Bajičić som Branko, Radovans fætter
- Lisbeth Rasmussen som Rita, en af Franks narkokurer
- Peter Andersson som Hasse, svensk narkohandler fra Malmø
- Levino Jensen som Mike, en bodybuilder-type og narkohandler
- Thomas Bo Larsen som Joakim, en narkoman der skylder Frank penge
- Lars Bom som kriminalassistent
- Michael Hasselflug som kriminalassistent
- Jesper Lohmann som Mikkel, en mekaniker der skylder Frank penge
- Gordon Kennedy som Anders også kaldet "Scorpion", en narkohandler
- Gyda Hansen som Franks mor

## Baggrund
I 1995 instruerede Refn kortfilmen Pusher, hvor han også spillede hovedrollen. Filmen blev vist på den lille lokale tv-station TV STOP. Produceren Henrik Danstrup, der stod bag produktionsselskabet Balboa Enterprise, opdagede den og kontaktede siden Refn med henblik på at finansiere en spillefilm, der skulle bygges op omkring kortfilmen. Refn havde faktisk allerede tænkt sig at lave en spillefilmsudgave for omkring 600.-700.000 kroner, som han ville låne af sin mor. Filmen skulle optages i sort/hvid på 16mm-film og følge en dag i en pushers liv på Istedgade. Refn blev derfor begejstret for Balboas tilbud, men stod i et dilemma, da han netop var blevet optaget på Den Danske Filmskoles eftertragtede instruktørlinje. Instruktion af en spillefilm var uforenelig med uddannelsen, og Refn måtte derfor vælge en af de to muligheder. Refns forældre og andre i hans omgangskreds opfordrede ham til at vælge uddannelsen, men Refn valgte alligevel at realisere filmprojektet og takke nej til Filmskolen.
| „ | Jeg tænkte, at det næppe ville ske igen, at nogen ringede og tilbød mig seks millioner kroner til en spillefilm over telefonen. Hvis jeg ikke havde turde at kaste mig ud i det, ville jeg have gået imod alt, hvad jeg altid har stået for. Det er klart, at det ville blive knald eller fald - jeg var i tvivl om, jeg overhovedet var i stand til at lave en rigtig spillefilm. | “ |
|   | — Nicolas Winding Refn, august 1996 |   |

Refn skrev manuskriptet i samarbejde med Jens Dahl.
Refns inspiration til filmen kom fra en scene i Martin Scorseses gangsterfilm Goodfellas (1990), hvor hovedrollen tilsyneladende bliver forfulgt af en helikopter og er stærkt presset.

## Produktion
Under generalprøven blev Refn utilfreds med skuespilleren Anders Nyborg, som havde rollen som Frank. Han så ham al for fredsommelig og kedelig og to uger før optagelserne skulle til at begynde, fyrede Refn ham uden at have en erstatning klar. Nicolas Winding Refn henvendte sig til Kim Bodnia, som få år inden havde haft sit gennembrud i Ole Bornedals gyser Nattevagten (1994).
Bodnia bragte en større grad af intensitet og aggressivitet til rollen, som nogle af skuespillerne ikke var forberedt på.[kilde mangler] Refn hævdede, at de overraskede reaktioner i nogle er scenerne er oprigtige, da skuespillerne ikke havde øvet med Bodnia på forhånd.[kilde mangler]
Slavko Labović, som spillede den serbiske håndlanger Radovan, var på daværende tidspunkt en bekendt af den serbiske krigsforbryder Željko Ražnatović. Labović forærede Refn en plakat af Ražnatović, som også ses i filmen, i Milos cafeteria. Zlatko Burić som spillede Milo er faktisk kroat og Refn var bekymret, da volden mellem serbere og kroater blussede op under optagelserne, men disse begivenheder gav ingen problemer. Scenen hvor Frank banker Tonny med et baseballbat er optaget på Spunk Bar i Istedgade.
Produktionen var præget af en stærk efterstræbelse af realisme og autenticitet i skildringen af pushermiljøet på Vesterbro. Dette bevirkede, at Refn og manuskriptforfatter Jens Dahl opsøgte elementer fra den københavnske underverden som research. Researchperioden varede i omkring et halvt år. Refn havde desuden et ønske om, at skuespillerne skulle indtage ægte stoffer under indspilningen af filmen. Laura Drasbæk tog efter eget udsagn mange stoffer under optagelserne, fordi det var en del af rollen og stemningen på settet. Drasbæk vidste ikke, hvor stofferne kom fra, og hun betalte heller ikke for dem. Drasbæk har desuden fortalt, at folk fra narkomiljøet hang ud på settet og også havde stoffer med. Ifølge Mads Mikkelsen var der ikke stoffer inde i billedet, da hans scener blev optaget.
Efter eget udsagn brugte Refn meget tid på arbejdet med replikker. Refn har fortalt, at han satte sig ind på Café Sommersko for at studere, hvordan folk snakkede med hinanden. I alt skrev Refn 250 siders dialog til filmen. Refn har vurderet, at et gennemarbejdet manuskript er afgørende for, at skuespillere kan improvisere optimalt.
Filmen blev optaget ved hjælp af håndholdt kamera for at give den et dokumentarisk udtryk. Filmen blev næsten optaget fuldstændigt i kronologisk rækkefølge ud fra storyboards tegnet af Louise Trampedach i samarbejde med Refn. Fremgangsmåden med de kronologiske optagelser skabte udfordringer i forhold til tidsplanen.[kilde mangler]

## Modtagelse

### Anmeldelser
| Samlet vurdering      | Samlet vurdering |
| Kilde                 | Vurdering        |
| --------------------- | ---------------- |
| Metacritic            | 72/100           |
| Rotten Tomatoes       | 83%              |
| Anmeldernes vurdering |                  |
| Kilde                 | Vurdering        |
| Filmkanylen           | [ 15 ]           |
| Ekstra Bladet         | [ 16 ]           |
| B.T.                  | [ 17 ]           |
| Aftonbladet           | [ 18 ]           |

Pusher modtog positive anmeldelser i danske medier. Ekstra Bladet uddelte fem ud af seks stjerner og beskrev filmen som nervedirrende og den stærkeste danske filmdebut af en ung instruktør i årevis. B.T. gav ligeledes fem ud af seks stjerner og kaldte filmen overrumplende fortættet og godt fortalt. Politikens anmelder, Bent Mohn, betegnede filmen som helstøbt og en grusomt sikker, dansk filmdebut. Filmen blev yderligere positivt omtalt i Det Fri Aktuelt og Weekendavisen. Politikens anmelderkorps kårede sidst på året filmen som den femte bedste danske film i 1996.
Pusher blev også rost i Sveriges nyhedsmedier, da den havde svensk premiere i april 1997. Aftonbladets anmelder gav filmen fire ud af fem stjerner og fornemmede ligheder mellem Refn og Martin Scorcese. Filmen blev også omtalt positivt i Kvällsposten og Expressen.
I forbindelse med filmens britiske biografpremiere i oktober 1997 fik den rosende omtale i landets største filmtidsskrifter. Empire beskrev den som et kafkask mareridt og roste måden, hvorpå den greb det velkendte gangstertema an. Tidsskriftet Sight & Sound kaldte den kraftfuld, betagende og barsk. Anmelderen for The Observer kaldte filmen for vellavet, deprimerende, forudsigelig og momentvis spændende. Filmmagasinet Premiere gav filmen en anbefaling og roste Refn for at have fornyet gangstergenren, ligesom der også var ros til Bodnias præstation.
Da Pusher havde premiere i de amerikanske biografer i 1999, fik den en lunken modtagelse i The New York Times. Anmelderen kaldte den naiv i sin miljøskildring og så filmen som et bevis på, hvor kedelig en uge i en pushers liv formentlig er. Varietys skribent Gunnar Rehlin gav imidlertid filmen en rosende omtale og sammenlignede den med Scorceses Mean Streets (1973). Rehlin skrev videre, at den håndholdte kameraføring gav filmen fornemmelsen af foruroligende dokumentarfilm, og at Refn havde formået at undgå klichéer i en historie, der ellers er blevet fortalt før.

### Priser og nomineringer
Pusher var nomineret til fem priser ved uddelingen af Bodilprisen i 1997, herunder prisen for bedste danske film. Burić modtog prisen for bedste mandlige birolle for sin præsentation som Milo. Mikkelsen var nomineret i samme kategori, mens Drasbæk og Bodnia henholdsvist var nomineret til prisen for bedste kvindelige birolle og bedste mandlige hovedrolle. Pusher modtog ingen priser ved Robertuddelingen i 1997, om end Politiken betegnede filmen som anmelderfavorit.
Filmen var desuden kandidat til en debutantpris på den spanske filmfestival San Sebastián i 1997.
For filmen modtog Refn desuden Grand Teatrets Peter Emil Refns Pris, der udover et diplom også bestod af 100.000 kroner. Medlem af Grand Teatrets bestyrelse, Søren Terkelsen, forklarede uddelingen med, at "Pusher er en overrumplende sikker debutfilm, der på trods af sin brutale historie i et barskt miljø lykkes [med] at tegne et nuanceret og følsomt portræt af sin hovedperson, Frank, og hans kamp for at overleve."

### Indtjening
Pusher solgte 16.000 billetter i åbningsweekenden ved biografpremieren i Danmark, hvilket svarer til en indtægt på 826.000 kroner. Dette var den hidtil bedste åbning for en dansk film det år. I alt solgte den omkring 200.000 billetter i Danmark. Da Pusher udkom på video i sommeren 1997, blev filmen den hidtil bedst sælgende danskproducerede videofilm i Danmark. De danske videobutikker indkøbte sammenlagt 27.000 eksemplarer ved udgivelsen, hvor en større amerikansk actionfilm typisk blev indkøbt i omkring 20.000 eksemplarer på det tidspunkt. I juli 1997 havde Pusher allerede haft 30% flere udlejninger end Nattevagten (1994), der havde været den bedst sælgende danske film indtil da. Videofilmen var i maj 1997 blevet solgt til distribution i 16 lande.
Pusher blev også vist i biografer i en række andre lande, heriblandt Sverige, Island, Finland, Frankrig og England. Pusher gik tre måneder i de britiske biografer, hvor danske film ellers havde svært ved at etablere sig.

## Soundtrack
Soundtracket til filmen blev ved biografpremieren udgivet på CD af det internationale pladeselskab MCA Records. Politikens musikredaktør, Erik Jensen, roste udgivelsen og skrev, at den understregede Danmarks evne til at levere originale film med original musik på et højt plan. Ifølge Jensen var udgivelsen især præget af den forhenværende Sort Sol-guitarist Peter Peter og hans bands Bleeder og The Prisoner, hvoraf sidstnævnte stod bag filmens titelmelodi.

## Efterfølgere

### Trilogi
- Pusher II (2004) følger Franks tidligere partner, Tonny (Mads Mikkelsen), da han kæmper med sit forhold til sin far efter han er blevet løsladt fra fængslet. Tonny skal desuden til at være far og opdager også at sin mor er gået bort, mens han sad i fængsel.

- Pusher III (2005) følger narkobaronen Milo (Zlatko Burić), da han kæmper med hans forsøg på at holde sig væk fra stofferne, en række problematiske kriminelle tilbud og sin datters fødselsdagsfest, som han også er kokken for.

### Remakes
I 2010 instruerede Assad Raja en indisk remake, og i 2012 instruerede Luis Prieto en britisk remake, hvor Refn var blandt producerne.
Der har været forhandlinger og planer om andre genindspilninger, der imidlertid aldrig er blevet realiseret.
I 1997 fortalte Refn, at han havde solgt rettighederne til en amerikansk filmatisering af Pusher, mens han var på filmfestivalen i Cannes for at spejde film til Grand Teatret. I 1998 forlød det fra filmmagasinet Screen International (en), at Matthew Bright (en) skulle stå for både instruktion og manuskript. I 1999 forlød det, at rettighederne til en amerikansk genindspilning var blevet solgt til Hollywood-selskabet Screeland Productions for én million kroner. Det blev nævnt, at filmen muligvis skulle instrueres af Walter Hill, mens den britiske skuespiller Nick Moran var blevet tilbudt hovedrollen som Frank.
I 2006 fortalte Refn, at han var blevet kontaktet af en stor amerikansk tv-station, som ville have ham til at lave Pusher som tv-serie.